# 佐々インターチェンジ
佐々インターチェンジ（さざインターチェンジ）は、長崎県北松浦郡佐々町沖田免に所在する西九州自動車道のインターチェンジである。

## 道路
- E35 西九州自動車道

## 接続する道路
- 佐々町道中央海岸線（都市計画道路）

## 歴史
- 2011年（平成23年）
  - 8月25日 : 9月13日の供用開始予定が国土交通省九州地方整備局長崎河川国道事務所より発表される[1]。
  - 9月13日 : 佐々IC - 相浦中里IC間開通に伴い供用開始。

2010年（平成22年）度の供用開始を予定していたが建設の遅れにより2011年度の予定に変更となり、2011年9月13日に供用開始された。
- 2025年（令和7年）3月23日 : 佐々IC - 佐世保中央ICが4車線化し、有料道路に移行。[2][3]

## 周辺
- 佐々町役場
- 佐々町総合福祉センター・町立診療所
- 佐々駅（松浦鉄道西九州線）
- エレナ 佐々店
- 佐々川（二級河川）

## 隣
E35 西九州自動車道（松浦佐々道路・佐世保道路）
江迎鹿町IC（事業中） - （未開通）- (8)佐々IC - (7)相浦中里IC